# Orbitale cellulitis

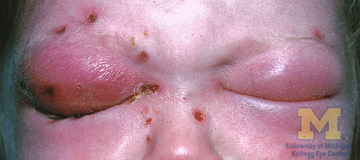
Orbitale cellulitis

Orbitale cellulitis is cellulitis (ontsteking) van het onderhuidse weefsel (subcutis) rond het oog. In sommige gevallen kan de ontsteking zich achter het oog bevinden, wat tot gevolg kan hebben dat de patient blind wordt. In uitzonderlijke gevallen kan de ontsteking van daar doorslaan naar de hersenen, met mogelijk de dood tot gevolg. De ontsteking is tegenwoordig goed te behandelen met antibiotica.

## Oorzaken
Het overgrote gedeelte van de gevallen wordt veroorzaakt door een bijholteontsteking van de neus die op het oog geslagen is. In sommige gevallen van trauma aan het oog of de omgeving van het oog kan orbitale cellulitis ontstaan. In sommige gevallen kan een ontsteking aan de voorkant van het oog, meer specifiek het ooglid, ook doorzetten naar de rest van het oog. Vooral bij kinderen komt dit voor.

## Presentatie en diagnose
In veel gevallen is het oog rood en gezwollen. Daarin verschilt de presentatie niet van preseptale cellulitis, een ontsteking van het ooglid. Bij orbitale cellulitis is de ontsteking echter veelomvattender en steekt het oog in sommige gevallen, door de gezwollenheid van de oogkas, enigszins vooruit. Dit wordt wel aangeduid als proptosis. Zicht kan veranderd zijn, bijvoorbeeld waziger of er kan sprake zijn van dubbel zien. De pupilreflex kan ook anders zijn dan in een normale situatie, wanneer de oogzenuw ook aangetast is. De patiënt voelt zich vaak algeheel ziek en kan koorts hebben. Bewegen van het oog kan moeizaam gaan en pijnlijk zijn.
In sommige gevallen moet er een CT-scan gemaakt worden om te zien of het enkel gaat om preseptale cellulitis, of dat ook de achterkant van het oog is aangedaan.

## Behandeling
Na het vaststellen van orbitale cellulitis wordt de patiënt in bijna alle gevallen in het ziekenhuis opgenomen. Dit is noodzakelijk omdat de ontsteking zich snel kan verspreiden en artsen intraveneus antibiotica willen toedienen. De patiënt kan in het ziekenhuis beter gemonitord worden. In sommige gevallen zal er ook chirurgisch ingegrepen moeten worden, bijvoorbeeld wanneer een ontstaan abces gedraineerd moet worden van pus.
In het verleden, voor de uitvinding van antibiotica, waren de vooruitzichten zorgwekkend te noemen. Zo schreef een arts uit Kopenhagen die tussen 1923 en 1937 86 casussen had gezien, dat 16% van de aangedane patiënten was overleden. Een andere arts beschreef in 1930 drie casussen waarbij hij kinderen als patiënt had. Twee van zijn drie patiënten verloren het aangedane oog. In de beschreven gevallen werd wel chirurgisch ingegrepen - vaak werd er een incisie gemaakt om de pus te laten draineren - maar konden de artsen de ontsteking nog niet behandelen met antibiotica.
De vooruitzichten met de huidige mogelijkheden zijn echter uitstekend, mits de diagnose spoedig gesteld wordt en de behandeling snel gestart wordt. Mogelijke complicaties zijn nog altijd verdere verspreiding van de ontsteking, onder meer naar de hersenen toe. Ook kan resistentie van de bacterie die de ontsteking veroorzaakt, veelal streptococcus pneumoniae, staphyllococcus aureus, streptococcus pyogenes of h. influenze, de behandeling bemoeilijken.